# Fulmarus
Fulmarus és un gènere d'ocells marins de la família dels procel·làrids (Procellariidae). Amb el nom comú de fulmars, són aus d'hàbits pelàgics, amb dues espècies, una pròpia dels oceans boreals i altra antàrtics.

## Llistat d'espècies
Se n'han descrit dues espècies dins aquest gènere:
- Fulmarus glacialis - Fulmar boreal.
- Fulmarus glacialoides - Fulmar austral.